# Тележников, Фёдор Александрович

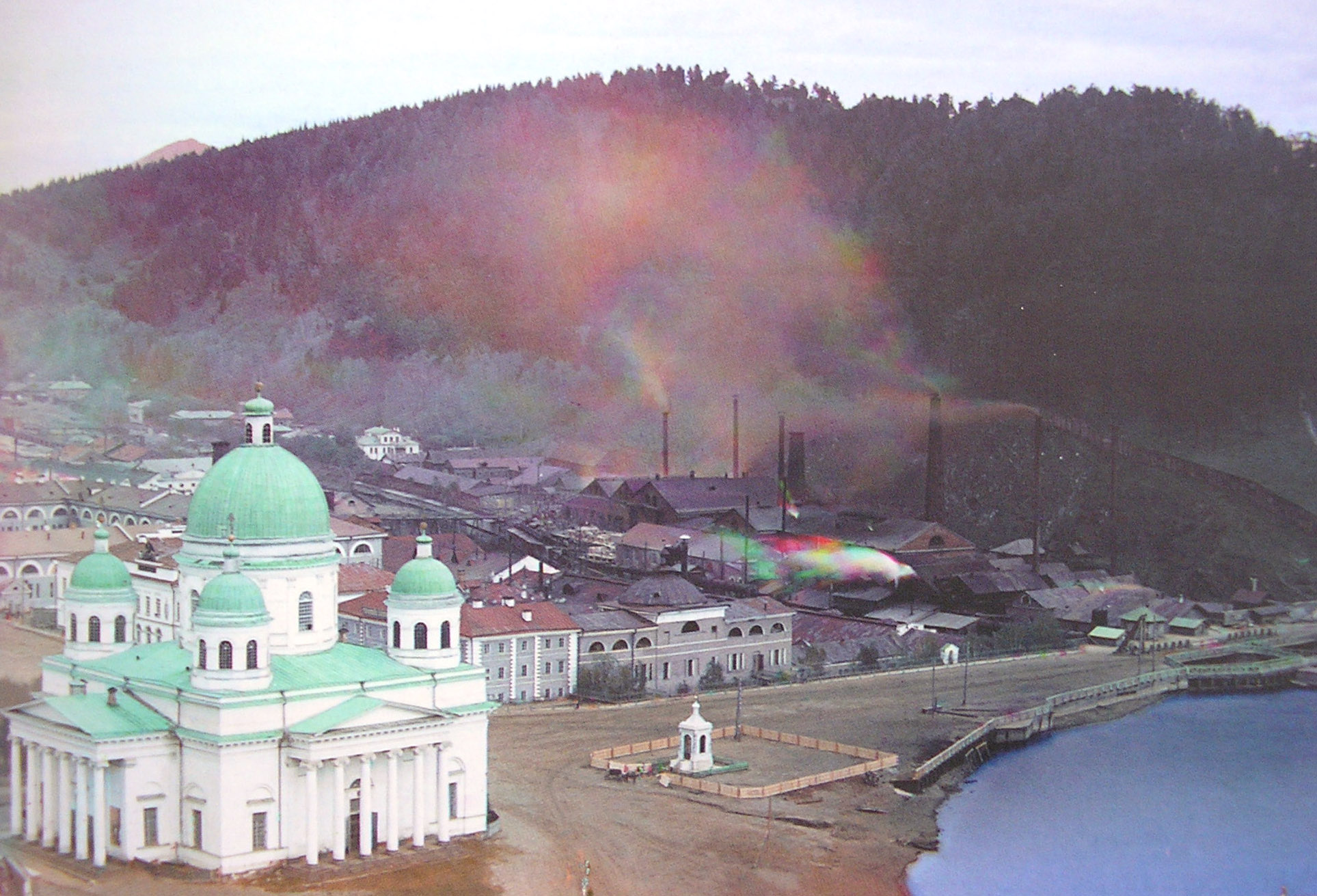
Троицкий собор и Златоустовский завод, 1910 (фото С. М. Прокудина-Горского)

Фёдор Алекса́ндрович Теле́жников (1806, Златоуст — 1860-е) — российский архитектор, автор первого генерального плана застройки Златоуста.

## Биография
Родился в 1806 году в Златоусте в семье уральского живописца А. Тележникова. С 1819 года работал в цехе украшенного оружия Златоустовской оружейной фабрики.
В 1824 году по указанию Департамента горных и соляных дел в качестве казённого пенсионера, получавшего содержание за счёт завода, поступил в Императорскую Академию художеств. Учебные проекты Тележникова были отмечены серебряными и золотыми медалями. В 1830 году после окончания Академии Тележникову было присвоено звание художника 14 класса. Некоторое время он проработал на строительстве таможенных складов у биржи под руководством архитектора И. Ф. Лукини. В 1831 году по распределению Департамента горных и соляных дел Фёдор Александрович был назначен исполняющим обязанности архитектора Златоустовской оружейной фабрики с окладом в 750 рублей в год.
За время работы архитектором Златоустовского завода Тележников составил около 30 смет и проектов зданий, в 1832—1839 годах руководил строительством зданий оружейной фабрики. К наиболее значимым проектам архитектора в Златоусте относят доменный корпус, ставший одним из главных зданий набережной пруда (1845 год), Троицкий собор (1835—1840 годы), отдельно стоящую пятиярусную колокольню Троицкого собора (1843—1848 годы), Князе-Михайловскую сталелитейную фабрику (1858—1860 годы), реконструкцию заводской плотины (1849—1850 годы), а также жилые дома. В 1842 году Тележников был произведён в чин титулярного советника. В этом же году он составил и утвердил первый генеральный план застройки Златоуста.
В 1848 году Тележников был назначен главным архитектором Златоустовского горного округа. Наиболее поздние документы с подписью Тележникова в этой должности датируются 1859 годом.
В 1863 году Фёдор Александрович вышел в отставку и переехал в Екатеринбург.

## Работы
В проектах зданий Тележникова прослеживается чёткое композиционное построение и применение повторяющихся элементов, а также определённая скромность в обработке фасадов. Постройки архитектора отличает строгая геометричность планов, отсутствие выступающих и западающих элементов. Почти всегда фасады Тележникова выполнялись в виде единой плоскости с подчёркнутым входом и окнами, снабжёнными архивольтами или сандриками.
В Златоусте Тележников проявил себя также рациональным строителем. Он выступил резко против проекта здания оружейного корпуса, предусматривавшего наличие сводчатого перекрытия и арочных окон над первым этажом. Тележников показал расчётами, что такое решение требует дополнительных стройматериалов. Вместо сводчатых потолков он предложил сделать деревянные потолки и не завышать стены. Это позволило сократить затраты и обеспечить большее количество дневного света внутри помещений. Предложение Тележникова одобрил главный архитектор уральских заводов М. П. Малахов, и оно было реализовано.
К заслугам Тележникова на посту главного архитектора Златоустовских заводов относят придание заводу и городу строгого, но торжественного вида, присущего крупным городам-заводам.
Фёдор Александрович также является автором застройки Миасса и проектов зданий в Кусе и Артях.